# Emlékezés erdeje
Az Emlékezés erdeje (spanyolul Bosque del Recuerdo, korábbi nevén Eltávozottak erdeje, spanyolul Bosque de los Ausentes) madridi emlékmű, amely a 2004. március 11-én a városban történt terrortámadás 191 áldozatának, valamint annak a rendőrnek állít emléket, aki a hatóságok által sarokba szorított merénylők öngyilkos robbantásában hunyt el 2004. április 3-án.
Az Emlékezés erdeje a Buen Retiro parkban, a vonatrobbantások egyik helyszíne, a Madrid Atocha vasútállomás közelében lévő halmon található. Az áldozatokat jelképező 192 olajfából és ciprusból álló ligetet árok veszi körül, amelyben az életet jelképező víz folyik.
Az emlékmű eredeti neve Eltávozottak erdeje volt, megváltoztatását az áldozatok hozzátartozói kérték, mondván, hogy számukra szeretteik továbbra is jelen vannak.

## Átadása
Az emlékművet I. János Károly spanyol király és felesége, Zsófia királyné adta át 2005. március 11-én.
Az ünnepségen részt vett Fülöp asztúriai herceg és Letícia hercegné, José Luis Rodríguez Zapatero miniszterelnök és a spanyol politikai pártok képviselői. A meghívott külföldi diplomaták és méltóságok között volt Kofi Annan az ENSZ főtitkára, VI. Mohammed marokkói király, Hámid Karzai afgán, Abdoulaye Wade szenegáli, Maaouya Ould Sid'Ahmed Taya mauritániai és Jorge Sampaio portugál elnök, Henri luxembourgi főherceg, Javier Solana, az Európai Unió külpolitikai főmegbízottja, Josep Borrell, az Európai Parlament elnöke, valamint azon tizenhat ország spanyolországi nagykövete, amelyeknek állampolgárai a támadások áldozatul estek.
Az ünnepség során az áldozatok hozzátartozóinak kérésére nem hangzottak el beszédek, csak Pablo Casals El Cant dels Ocells (katalán, A madarak éneke) című művét játszotta el egy 17 éves csellista.

## Fordítás
- Ez a szócikk részben vagy egészben  a   Forest of Remembrance című angol Wikipédia-szócikk ezen változatának fordításán alapul.  Az eredeti cikk szerkesztőit annak laptörténete sorolja fel. Ez a jelzés csupán a megfogalmazás eredetét és a szerzői jogokat jelzi, nem szolgál a cikkben szereplő információk forrásmegjelöléseként.